# Phengaris moltrechti
Phengaris moltrechti är en fjärilsart som beskrevs av Druce 1909. Phengaris moltrechti ingår i släktet Phengaris och familjen juvelvingar. Inga underarter finns listade i Catalogue of Life.